# Ilja Prigogine
Ilja Prigogine ([prigožin], někdy psán českou transkripcí jako Prigožin, rusky Илья́ Рома́нович Приго́жин, Ilja Romanovič Prigožin, 25. ledna 1917 Moskva, Rusko – 28. května 2003 Brusel, Belgie) byl rusko-belgický fyzikální chemik a filozof známý svými výzkumy disipativních struktur, komplexních systémů a ireverzibility. Nositel Nobelovy ceny za chemii za výzkum v termodynamice (1977).

## Život
Narodil se v Moskvě, ale roku 1927 jeho rodina emigrovala do Belgie. Zde vystudoval chemii na Svobodné univerzitě v Bruselu. Po studiích na univerzitě zůstal jako vědecký pracovník a začal se věnovat zejména termodynamice. Nakonec rozvinul teorii samoorganizace systémů, za niž roku 1977 obdržel Nobelovu cenu za chemii. Termodynamickou teorii se pokusil též převést do filozofie, napsal například známou knihu Řád z chaosu (česky vyšlo roku 2001 v nakladatelství Mladá fronta).

## Dílo
Jádrem jeho díla je teorie samoorganizace. Nejprve se věnoval studiu termodynamických systémů, jež se blíží k termodynamické rovnováze. U té příležitosti zjistil, že naopak extrémně nerovnovážné systémy mají zcela překvapující vlastnosti. Proto přesunul svou pozornost právě na tyto, tzv. otevřené systémy. Tím založil tzv. nerovnovážnou termodynamiku.
Ve vývoji nerovnovážných systémů se podle něj objevují tzv. kritické body, jakési křižovatky, na nichž se rozhoduje, jakou cestou se vývoj systému bude dále ubírat. Nelze předem určit, kterou cestu systém v kritickém bodě zvolí, u složitých systémů je navíc kritických bodů tolik, že jejich vývoj prakticky nelze vůbec předvídat. Nicméně Prigogine si všiml, že po průchodu kritickým bodem se chování systému významně mění – systém se počíná chovat vysoce organizovaně. Tuto vlastnost nazval samoorganizací systémů. Právě tuto myšlenku také zobecnil ve svém díle filozofickém. Při té příležitosti zkoumal řadu sociálních a přírodních jevů, slavná je například jeho analýza budování termitiště.